# Delia fracta
Delia fracta är en tvåvingeart som först beskrevs av Malloch 1918.  Delia fracta ingår i släktet Delia och familjen blomsterflugor.
Artens utbredningsområde är New Mexico. Inga underarter finns listade i Catalogue of Life.